# Mount Turnbull
Mount Turnbull je hora v Graham County, na jihozápadě Arizony.
S nadmořskou výškou 2 525 metrů je nejvyšší horou pohoří Santa Teresa Mountains. Leží v severní části pohoří, na území indiánské rezervace Apačů San Carlos Indian Reservation.